# أورس ميير
أورس ميير (7 يوليو 1961 بزيورخ في سويسرا - ) هو مدرب كرة قدم ولاعب كرة قدم سويسري في مركز الدفاع. لعب مع نادي بيلينزونا ونادي زيورخ ونادي شافهاوزن ونادي غراسهوبر زيوريخ وزوغ 94 ‏.

## روابط خارجية
- أورس ميير على موقع قاعدة بيانات كرة القدم.إي يو (الإنجليزية)